# Dio Cassius
Lucius Cassius Dio, vanligtvis känd som Dio Cassius (grekiska: Δίων ὁ Κάσσιος, Diōn ho Kassios), född omkring 150 i Nicaea, död 235, var en romersk politiker och historiker av grekiskt ursprung. Han var senator, guvernör över Smyrna, prokonsul över Africa och två gånger konsul. Dio skrev ett historieverk som går från Roms mytologiska grundande till Alexander Severus trontillträde. 

## Biografi
Dio Cassius kom från Nicaea i Bithynien, och tros ha varit släkt med, kanske barnbarn till, talaren Dion Chrysostomos. Han var son till den romerske senatorn Cassius Apronianus, guvernör i Kilikien och Dalmatien. Han bodde i Kilikien när hans far var guvernör där, men flyttade efter faderns död. Dio kom vid 40 års ålder till Rom. Han blev förmodligen senator i början av kejsar Commodus regeringstid, och säkert är att efterträdaren Pertinax nominerade honom till praetor 193. Han tillsattes som praetor av kejsar Septimius Severus, och under dennes regeringstid började hans författarskap.  Severus son och efterträdare Caracalla tog med honom på en expedition i öst 216, då de bodde i Nikomedia. Under Macrinus och Heliogabalus regeringstider var han ansvarig för städerna Pergamon och Smyrna, och under Alexander Severus innehade han de höga ämbetena prokonsul över Africa, guvernör i Dalmatien och Pannonien, samt konsul tillsammans med kejsaren själv. Han hade som guvernör gjort sig impopulär bland praetorianerna, och lyckades få tillåtelse att pensionera sig med en fotskada som ursäkt. Från 229 e.Kr. var han bosatt i sin födelsestad.

## Författarskap
Dio Cassius skrev en romersk historia, Romaïka eller Historia Romana[källa behövs], i 80 böcker som sträcker sig från Aeneas landstigning i Italien fram till år 229 e.Kr. Det mesta av verket har gått förlorat men en tredjedel av det, den som omfattar åren 68 f.Kr. – 47 e.Kr.[källa behövs] finns kvar. Enligt honom själv tog det tio år att förbereda och tolv år att skriva det. Han använde både statsarkivens urkunder och historieskrivarna Livius och Polybios som källor. Dio var okunnig om förhållandena i den romerska republiken men var väl insatt i kejsartidens administration och politik, och verket präglas av ståndpunkten att kejsaren och senaten bör samverka för statens bästa. Texten är skriven på god atticistisk grekiska starkt influerad av Thukydides.

## Översättningar
- Cassius Dio: Roman History